# Nina Kraviz
Nina Kraviz (Russisch: Нина Кравиц; Irkoetsk) is een Russische techno-dj. 

## Persoonlijk
Kraviz is geboren en getogen in Irkoetsk, Siberië. Ze heeft een doctoraat in de tandheelkunde. Ze voltooide haar opleiding in Irkoetsk, waarna ze verhuisde naar Moskou.

## Carrière
Kraviz had een aantal andere jobs voor ze doorbrak als dj. Ze had een tandartsenpraktijk, hostte een lokale radioshow in Irkoetsk en schreef voor een fanzine. Ze werd toegelaten tot de Red Bull Music Academy in Seattle in 2005, maar kon deze niet bijwonen aangezien ze geen visum kreeg. Hierdoor volgde ze een jaar later de opleiding in Melbourne. Tegen 2008 was ze resident-dj in de Propaganda Club in Moskou.
Kraviz bracht haar eerste album uit in februari 2012, met overwegend positieve recensies. Een minidocumentaire Between the Beats: Nina Kraviz verscheen in maart 2013. Dit leverde haar veel aandacht op en opende de discussie over feminisme en seksualiteit in de wereld van de elektronische muziek.
Ze startte in 2014 een eigen label op, genaamd Trip.
Kraviz stond op festivals zoals Dour Festival, Tomorrowland en Pukkelpop. 
- International Standard Name Identifier: 0000 0004 4901 8332
- Library of Congress Control Number: n2017044625
- MusicBrainz: 5dd3cf5b-474d-465a-a539-456d7e125ebc
- Virtual International Authority File: 315542001
- WorldCat: E39PBJgXc8Kh6BqrqMXRbf8grq